# Марко Ђурковић
Марко Ђурковић (Бања Лука, 24. фебруар 1987) је српски кошаркаш.

## Каријера
Ђурковић је кошарку почео да тренира 1997. у никшићком клубу КК Анагастум. У Партизан је дошао 2002. Сезону 2005/06. је провео на позајмици у краљевачкој Слоги. У сениорски тим Партизана је прешао у сезони 2006/07. и са Партизаном је те сезоне освојио првенство Србије и Јадранску лигу. Од сезоне 2007/08 је почео да добија већу минутажу. Ипак, није оставио дубљи траг. 
Ђурковић је са пионирском репрезентацијом Југослације освојио првенство Европе 2001. Са репрезентацијом Србије и Црне Горе освојио је кадетско првенство 2003. и јуниорско 2005. Са репрезентацијом Србије је освојио Европско првенство за кошаркаше до 21 годину у Словенији и Италији 2007.

## Успеси

### Клупски
- Партизан:
  - Првенство Србије (2): 2006/07, 2007/08.
  - Јадранска лига (2): 2006/07, 2007/08.
  - Куп Радивоја Кораћа (1): 2008.

### Репрезентативни
- Европско првенство до 20 година:  2007.